# Giancarlo
Giancarlo  è un nome proprio di persona italiano maschile.

## Varianti
- Maschili: Gian Carlo[1][4]
- Femminili: Giancarla[1][2][4], Gian Carla[4]

### Varianti in altre lingue
- Francese: Jean-Charles, Jean Charles
- Inglese: John Charles
- Portoghese: João Carlos
- Spagnolo: Juan Carlos
- Tedesco: Hans-Karl

## Origine e diffusione
Si tratta di un nome composto, formato dall'unione di Gianni (ipocoristico di Giovanni) e Carlo. Secondo dati raccolti negli anni '70, fra i composti di Gianni è in assoluto il più diffuso con 186.000 occorrenze (più altre 18.000 per le forme femminili), seguito a una certa distanza da Gianfranco (131.000) e ancora più in distanza da Gianpiero (31.000), Gianluigi (22.000) e Gianbattista (21.000).

## Onomastico
L'onomastico si festeggia il 20 settembre in ricordo di san Giancarlo Cornay, missionario martire nella provincia di Ha Tay, Vietnam. In alternativa può essere festeggiato in concomitanza con gli onomastici di Carlo e Giovanni (cioè, solitamente 4 novembre in onore di san Carlo Borromeo, 24 giugno in ricordo di san Giovanni Battista o 27 dicembre in onore di san Giovanni apostolo ed evangelista).

## Persone

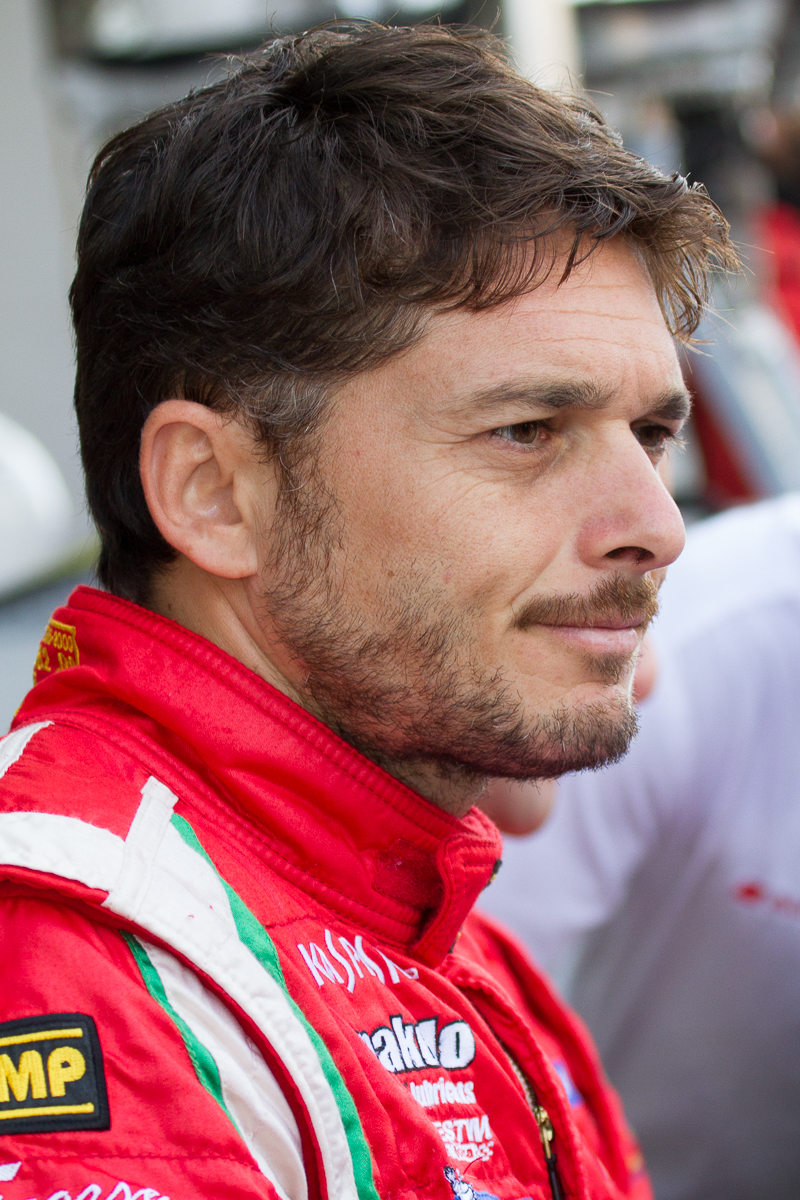
Giancarlo Fisichella

- Giancarlo Antognoni, calciatore italiano
- Giancarlo Bigazzi, produttore discografico, compositore e paroliere italiano
- Giancarlo Bonomo, critico d'arte e curatore italiano
- Giancarlo Cobelli, attore e regista italiano
- Giancarlo Corradini, calciatore e allenatore di calcio italiano
- Giancarlo De Cataldo, scrittore, drammaturgo e magistrato italiano
- Giancarlo De Sisti, calciatore, allenatore di calcio e dirigente sportivo italiano
- Giancarlo Esposito, attore e regista statunitense
- Giancarlo Fisichella, pilota automobilistico italiano
- Giancarlo Giannini, attore, doppiatore e regista italiano
- Giancarlo Magalli, presentatore televisivo

### Variante Gian Carlo

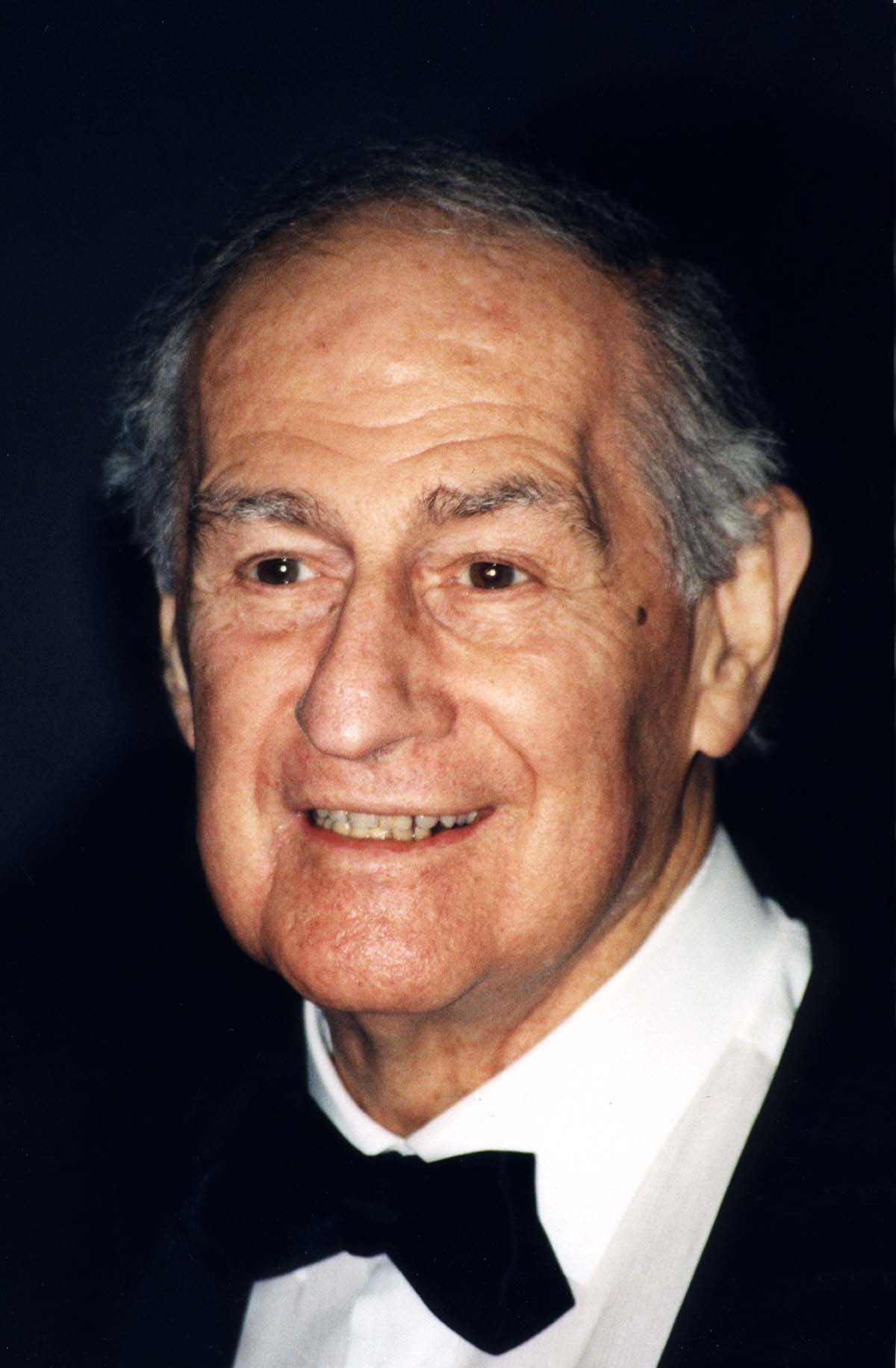
Giancarlo Menotti

- Gian Carlo Abelli, politico italiano
- Gian Carlo Bossi, calciatore italiano
- Gian Carlo Caselli, magistrato italiano
- Gian Carlo Di Negro, poeta italiano
- Gian Carlo Grassi, alpinista e guida alpina italiana
- Gian Carlo Menotti, compositore e librettista italiano
- Gian Carlo Messa, magistrato e politico italiano
- Gian Carlo Oli, lessicografo e linguista italiano
- Gian Carlo Pallavicino, doge della Repubblica di Genova
- Gian Carlo Ruffino, avvocato e politico italiano
- Gian Carlo Testoni, paroliere e giornalista italiano
- Gian Carlo Wick, fisico italiano

### Variante Juan Carlos

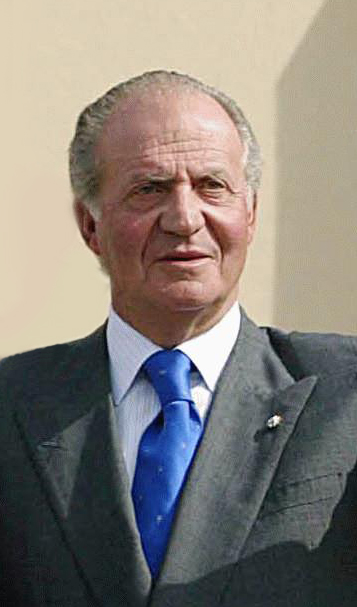
Juan Carlos I di Spagna

- Juan Carlos I di Spagna, re di Spagna
- Juan Carlos Aramburu, cardinale e arcivescovo cattolico argentino
- Juan Carlos Bersague, direttore di coro cubano
- Juan Carlos Biondini, chitarrista argentino
- Juan Carlos Ceriani, uruguaiano inventore del calcio a 5
- Juan Carlos Ferrero, tennista spagnolo
- Juan Carlos Lorenzo, calciatore e allenatore di calcio argentino
- Juan Carlos Morrone, calciatore e allenatore di calcio argentino
- Juan Carlos Navarro, cestista spagnolo
- Juan Carlos Onetti, scrittore uruguaiano
- Juan Carlos Onganía, militare e politico argentino
- Juan Carlos Plata, calciatore guatemalteco
- Juan Carlos Valerón, calciatore spagnolo
- Juan Carlos Verdeal, calciatore e allenatore di calcio argentino

### Variante Jean-Charles

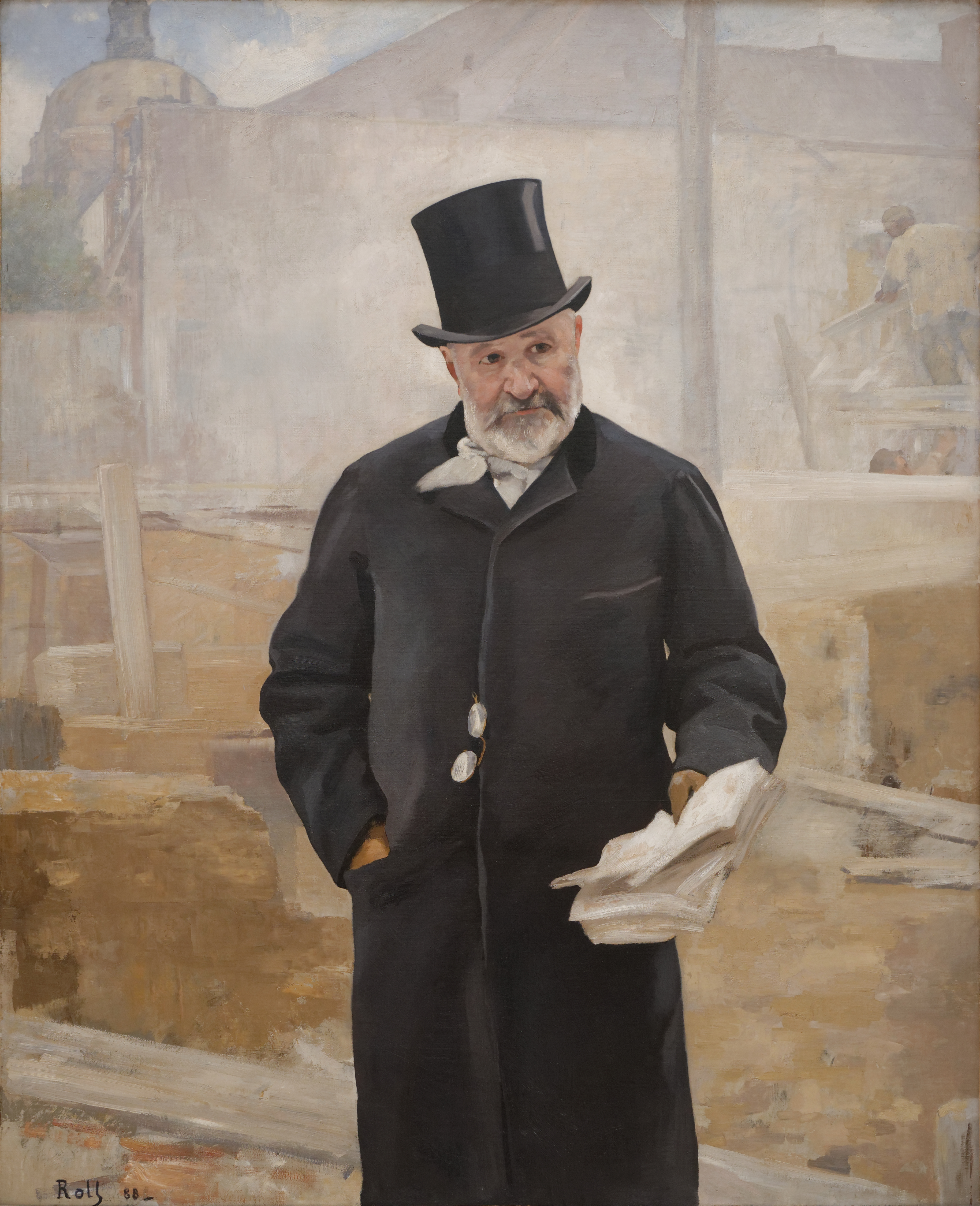
Jean-Charles Alphand

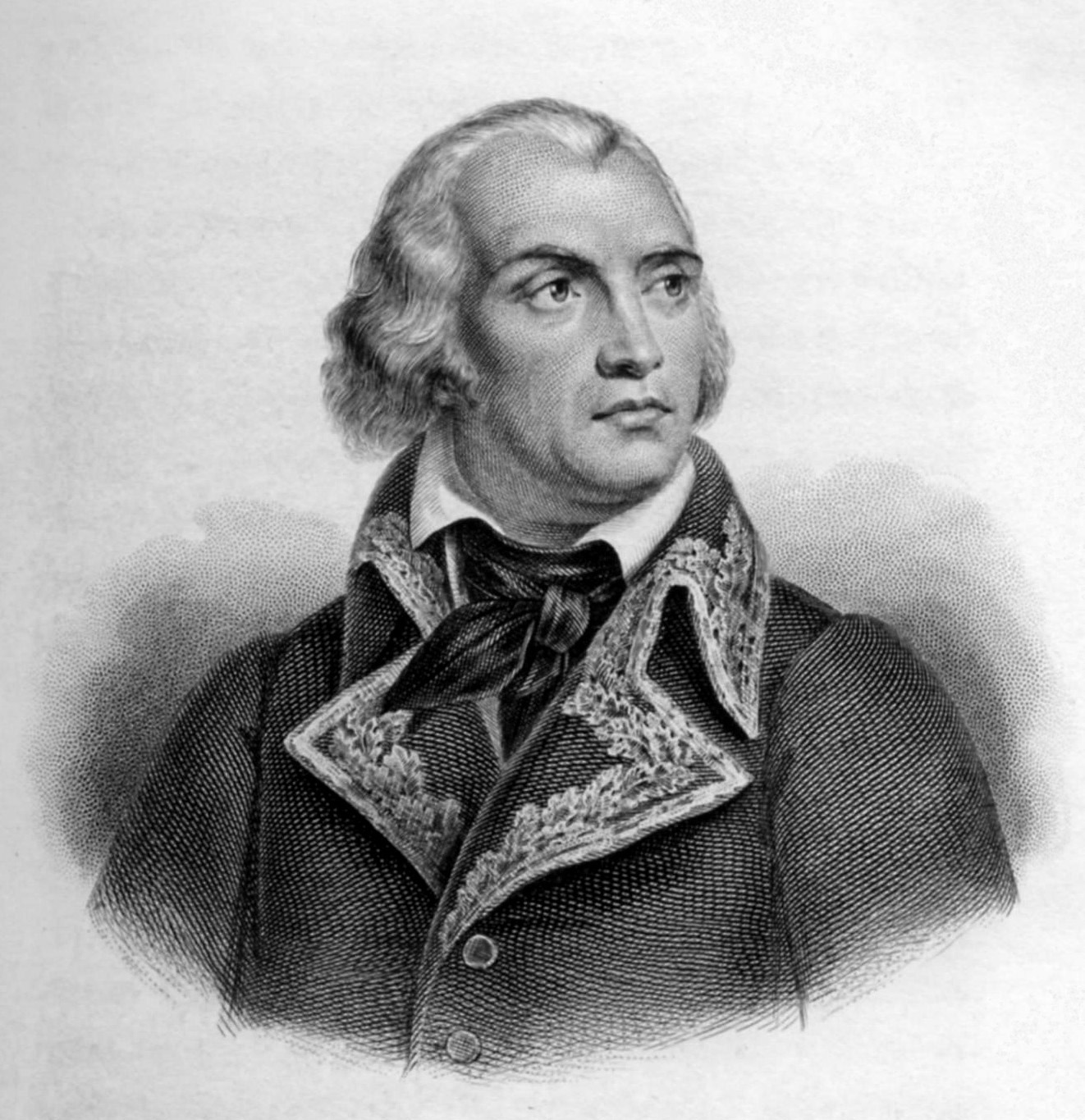
Jean-Charles Pichegru

- Jean-Charles, umorista e scrittore francese
- Jean-Charles Alphand, ingegnere francese
- Jean-Charles Arnal du Curel, arcivescovo cattolico francese
- Jean-Charles de Borda, militare, matematico, fisico, ammiraglio e metrologo francese
- Jean-Charles de Castelbajac, stilista francese
- Jean-Charles de Coucy, arcivescovo cattolico francese
- Jean-Charles Develly, pittore francese
- Jean-Charles Monneraye, pallavolista francese
- Jean-Charles Monnier, generale francese
- Jean-Charles Pichegru, generale e politico francese
- Jean-Charles Sénac, ciclista su strada francese
- Jean-Charles Tacchella, regista e sceneggiatore francese
- Jean-Charles Trouabal, atleta francese
- Jean-Charles Vegliante, poeta e traduttore francese

### Variante femminile Giancarla
- Giancarla Codrignani, scrittrice, giornalista, politica e intellettuale italiana
- Giancarla Re Mursia, editrice, traduttrice e scrittrice italiana
- Giancarla Trevisan, velocista italiana